# 駐斐濟外交機構列表

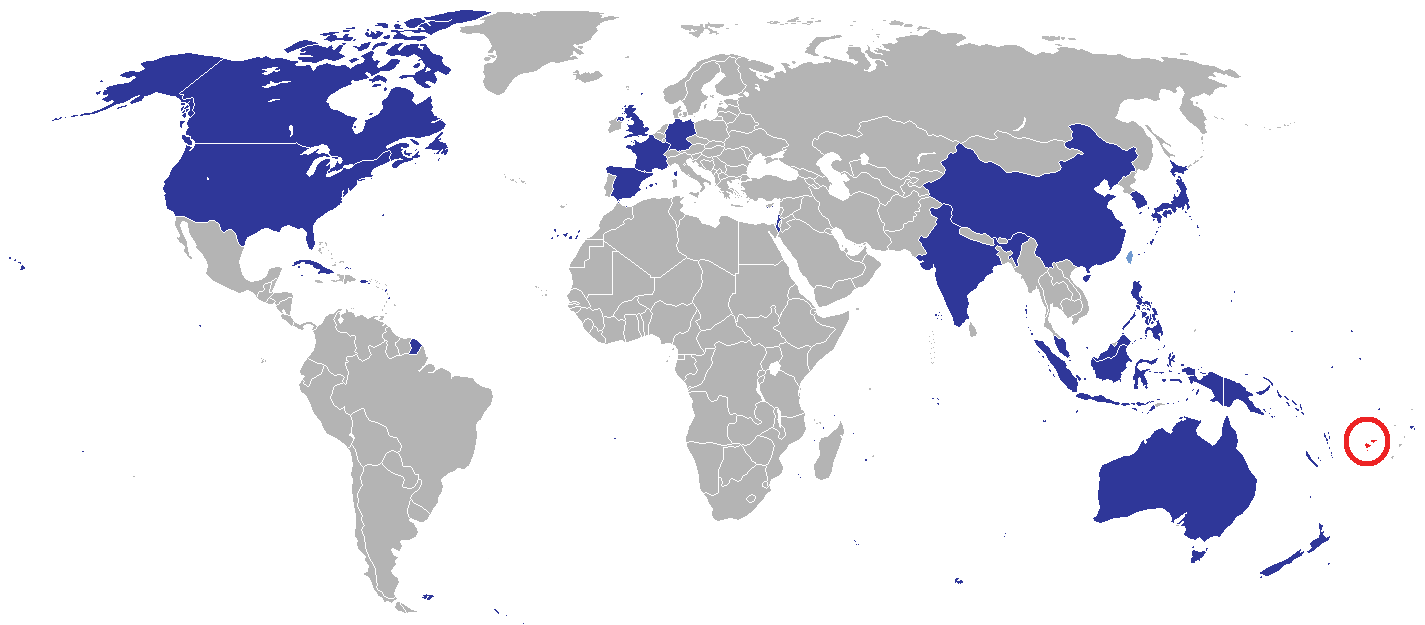
在斐济常设大使馆的国家一览

驻斐济外交機構列表為世界各國駐在斐济的大使館、高級專員公署列表。目前，斐济首都苏瓦设有22座大使馆或高级专员公署。

## 大使馆/高级专员公署

### 苏瓦
| - 加拿大* - 古巴 - 中国（详情） - 法國 - 德国 - 印度 - 印度尼西亞 - 日本 - 基里巴斯 - 马来西亚 - 马绍尔群岛 - 密克羅尼西亞聯邦 | - 瑙鲁 - 新西兰 - 所罗门群岛 - 西班牙 - :72 - 英国 - 美国 |

## 代表团或准外交机构
- 中華民國（臺灣）（駐斐濟臺北商務辦事處）[10][11]
- 欧盟（代表团）

## 名誉领事馆
- 比利时
- 加拿大
- 智利
- 丹麦
- 芬兰
- 德国
- 希腊
- 以色列
- 義大利
- 荷蘭
- 挪威
- 巴基斯坦
- 菲律賓
- 斯里蘭卡
- 瑞士[12]

## 即将开设的大使馆
- 土耳其[13]

## 非常任大使馆/高级专员公署
大部分位于堪培拉，位于其他国家的非常任外交机构将标出。
| - 阿根廷 - 亞美尼亞 (北京) - 奥地利 - 巴西 - 加拿大 (惠灵顿) - 智利 (惠灵顿) - 庫克群島 (惠灵顿) - 哥伦比亚 - 賽普勒斯 - 捷克 - 丹麦 (雅加达) - 埃及 (伦敦) - 芬兰 - 德国 (惠灵顿) - 几内亚 (东京) - 聖座 (惠灵顿) - 匈牙利 (惠灵顿) - 伊朗 (惠灵顿) - 爱尔兰 - 以色列 - 義大利 - 科威特 (惠灵顿) - 賴索托 (东京) | - 马拉维 (东京) - 墨西哥 - 摩洛哥 - 荷蘭 (惠灵顿) - 挪威 - 巴勒斯坦 - 菲律賓 (惠灵顿) - 波蘭 - 葡萄牙 - 俄羅斯 - 萨摩亚 (本国常驻) - 塞爾維亞 - 新加坡 (本国常驻) - 瑞典 (本国常驻) - 瑞士 (惠灵顿) - 泰國 - (本国常驻) - 土耳其 (惠灵顿) - 阿联酋 (惠灵顿) - (本国常驻) - 委內瑞拉 - 越南 (惠灵顿) |

## 相关参见
- 斐济外交
- 斐济公民签证要求